# Bowen Becker
Bowen Becker (ur. 7 lipca 1997) – amerykański pływak specjalizujący się w stylu dowolnym.
Podczas igrzysk olimpijskich w Tokio w 2021 roku zdobył złoty medal w sztafecie 4 × 100 m stylem dowolnym.